# Jamesbrittenia aspleniifolia
Jamesbrittenia aspleniifolia är en flenörtsväxtart som beskrevs av O.M. Hilliard. Jamesbrittenia aspleniifolia ingår i släktet Jamesbrittenia och familjen flenörtsväxter. Inga underarter finns listade i Catalogue of Life.